# Tommaso Maria Ferrari
Tommaso Maria Ferrari OP, właśc. Pier Agostino Ferrari (ur. 20 listopada 1647 albo 1649 w Mandurii, zm. 20 sierpnia 1716 w Rzymie) – włoski kardynał.

## Życiorys
Urodził się 20 listopada 1647 albo 1949 roku jako Pier Agostino, syn Francesca Ferrariego i Vittorii Bruni. Mając 15 lat wstąpił do dominikanów i przyjął imiona zakonne Tommaso Maria. Gdy odbywał nowicjat w Lecce, dwaj jego bracia zmarli, zatem rodzice bezskutecznie prosili Tommasa by porzucił kapłaństwo. W 1663 roku złożył profesję wieczystą. Dzięki protekcji arcybiskupa Gabriela Adarzo de Santandera uzyskał zgodę na studiowanie teologii i filozofii i w 1672 roku został wykładowcą w Neapolu. Pięć lat później odbyło się tam zgromadzenie generalne dominikanów, gdzie zaprezentował swoje dokonania naukowe i otrzymał doktorat z teologii.
W 1688 roku został teologiem Domu Papieskiego. Na prośbę generała jezuitów Tirso Gonzáleza rozpatrywał sprawę porządku teologicznego, która dzieliła jego i współbraci, z powodu jego bezkompromisowej postawy antyprobabilistycznej. Zaangażował się także w spór akomodacyjny, usiłując bronić oskarżonych o jansenizm Petrusa Codde, Enrica Norisa i Noëla Alexandre’a.
12 grudnia 1695 roku został kreowany kardynałem prezbiterem i otrzymał kościół tytularny San Clemente. Pięć lat później został prefektem Kongregacji Indeksu i pełnił ten urząd dożywotnio. Został członkiem komisji mającej zbadać książkę François Fénelona „Doskonałości chrześcijanina i Maksym Świętych” pod kątem kwietyzmu, co doprowadziło do potępienia tego nurtu przez Innocentego XII. W 1701 roku, wraz z Enrico Norisem, Galeazzo Marescottim, Giovannim Gabriellim i Giuseppem Spinellim zasiadł w komisji badającej zgodność rytów chińskich z zasadami chrześcijaństwa, by rozsądzić spór pomiędzy dominikanami a jezuitami. Po trzech latach prac komisja wydała dokument Responsa theologica super quaestionibus de ritibus Sinicis, w którym uznano za bałwochwalców chińskich katolików, którzy z uporem kontynuowali wyznawanie wiary zgodnie z lokalnymi tradycjami i rytuałami. Na jego podstawie Klemens XI wydał bullę Ex illa die, która zakazywała rytów chińskich. W latach 1704–1705 pełnił rolę kamerlinga Kolegium Kardynalskiego.
Na prośbę francuskiego kleru i króla Ludwika XV, papież powołał komisję mającą potępić jansenistyczne tezy Pasquiera Quesnela. Jawna wrogość Ferrariego wobec jezuitów a także jego wcześniejszy sprzeciw wobec rytów chińskich, spowodowały ostry konflikt z innym członkiem komisji Carlo Agostino Fabronim. Ferrari postulował, by nie wykreślać 86 spośród 101 tez, zawartych w głównej pracy francuskiego jansenisty Le Nouveau Testament en françois avec des réflexions morales sur chaque verset. Komisja ostatecznie zdecydowała się pozostawić jedynie 50 tez, określając pozostałe mianem heretyckich. Na podstawie obrad tej komisji opracowano Konstytucję apostolską Unigenitus.
Ponieważ wykładowcy Sorbony, członkowie francuskich władz, a także większość kleru, na czele z arcybiskupem Paryża Louis-Antoine’a de Noaillesa odrzucili nową Konstytucję apostolską, Klemens XI musiał powołać nową komisję, mającą ocenić i ukarać niepodporządkowanie się decyzji papieża. W jej skład weszli ponownie kardynałowie Ferrari i Fabroni, a oprócz nich Giovanni Battista Tolomei, Francesco Maria Casini i Annibale Albani. Tym razem kardynał Ferrari zajął bardziej liberalne stanowisko, proponując wystosowanie koncyliacyjnego brewe. Jednakże komisja postanowiła obłożyć zwolenników jansenizmu ekskomuniką, co zostało potwierdzone bullą Pastoralis Officii w 1718 roku. Stosunki pomiędzy Ferrarim a Fabronim uległy przez to nieodwracalnemu pogorszeniu. Na zebraniu komisji 11 lipca 1716 roku Fabroni publicznie oskarżył Ferrariego i posunął się do podejrzeń o herezję. Spowodowało to znaczne pogorszenie się stanu zdrowia Ferrariego, który zmarł 20 sierpnia tego roku w Rzymie, w czasie pisania listu z przeprosinami i wyjaśnieniami do swojego adwersarza.